# Куптоаре (Корня, Караш-Северін)
Куптоаре (рум. Cuptoare) — село у повіті Караш-Северін в Румунії. Входить до складу комуни Корня.
Село розташоване на відстані 306 км на захід від Бухареста, 45 км на південний схід від Решиці, 118 км на південний схід від Тімішоари, 141 км на північний захід від Крайови.

## Населення
За даними перепису населення 2002 року у селі проживали 748 осіб, з них 745 осіб (99,6%) румунів. Рідною мовою 746 осіб (99,7%) назвали румунську.